# Шептичі
Ше́птичі (пол. Szeptyce, Szeptycze) — село в Україні, в Самбірському районі Львівської області. Поблизу села протікає річка Вишенька.Орган місцевого самоврядування — Рудківська міська рада (з 25 жовтня 2020 р.)

## Історія села
Село Шептичі — одне із найстаріших сіл України. Неподалік Рудок Самбірського району, де у костелі похований польський драматург Олександр Фредро, батько Софії – мами митрополита Андрея Шептицького – розташоване село Шептичі. Звідси пішов рід галицьких бояр Шептицьких.Відоме як родовий маєток Шептицьких.
12 квітня 1469 р. в Городку польський король Казимир IV Ягеллончик надав Федору Шептицькому та його внукам Федору, Глібу та Сенькові право власності на Шептичі, Вощанці та Канафости.21 травня 1694 король Ян III Собеський затвердив Базилія Купару (пол. Bazyli Kupara) як довічного власника с. Шептичі. Проте, ще щонайменше до 1749 р. частина земель у Шептичах належала Шептицьким.До 1772 село було підпорядковане повітовому старості в Рудках. Опісля — у власності австрійського уряду (так зване камеральне майно).

## Культові споруди
У Шептичах є дерев'яний храм Успіння Пречистої Богородиці, який стоїть на західній околиці села, біля вулиці. У 1507 році тут вже існувала парафіяльна церква. Місцева парафія у 1690 році отримала ерекційний акт. Існуюча церква збудована у 1892 році на місці давнішого.З 1960 по 1989 роки стояла зачиненою — громада не допустила до влаштування радянською владою у ньому складу. 